# Populus moscoviensis
Populus moscoviensis är en videväxtart som beskrevs av Schroeder. Populus moscoviensis ingår i släktet popplar, och familjen videväxter. Inga underarter finns listade i Catalogue of Life.